# Marano Ticino
Marano Ticino – miejscowość i gmina we Włoszech, w regionie Piemont, w prowincji Novara.
Według danych na rok 2004 gminę zamieszkiwało 1407 osób, 201 os./km².